# Sudesh Fitzgerald
Sudesh Fitzgerald (* 8. August 1986 in Georgetown) ist ein guyanischer Dartspieler.

## Werdegang
Fitzgerald gewann 2008 das Carib Beer Caribbean & South American Darts Masters und qualifizierte sich somit für die PDC World Darts Championship 2009. Bei seiner WM-Teilnahme unterlag er in der Vorrunde dem Südafrikaner Charles Losper mit 4:6. Genau zehn Jahre später unterlag er im Finale des süd- und zentralamerikanischen Qualifikationsturniers für die PDC World Darts Championship 2019 gegen den Brasilianer Diogo Portela mit 4:6. Fitzgerald wurde mehrmals nationaler Meister.
Im August 2022 lag Fitzgerald als Folge eines Autounfalls im Koma.
Beim World Cup of Darts 2023 waren er und Norman Madhoo die ersten Repräsentanten Guyanas bei diesem Turnier, sie scheiterten aber schon in der Gruppenphase an Gibraltar und Australien.

## PDC-Weltmeisterschaftsresultate
- 2009: Vorrunde (4:6-Niederlage gegen  Charles Losper)